# Muziekvereniging V.I.O.S.
V.I.O.S. (Vooruitgang Is Ons Streven) uit Mijdrecht is een muziekvereniging bestaande uit een show- en marchingband en een dweilorkest. 
De vereniging is opgericht op 10 september 1900. Optredens worden verzorgd in de Randstad en een paar keer per jaar in België, Frankrijk en/of Duitsland.

## Show- en Marchingband
Dit onderdeel van V.I.O.S. bestaat uit majorettes, slagwerkers en blazers en bezit twee uniformen. Een klassiek gilde uniform dat veelal op verzoek in het buitenland wordt gedragen. Het moderne uniform (oftewel het Verweij uniform) met Amerikaanse uitstraling wordt het meest gedragen. Het muzikale repertoire is modern en populair.

## Dweilorkest
Een groep van ongeveer twaalf muzikanten luisterend naar de naam DORST treedt op als dweilorkest. Muziek die gespeeld wordt is carnavalesk.